# Meteorito Kaidun
O meteorito Kaidun é um meteorito que caiu em 12 de março de 1980 em uma base militar soviética (lat. 15° N, long. 48.3° E) no Yemen. Esse meteorito contém uma incomum variedade de minerais, o que causa controvérsias em relação à sua origem. Em Março de 2004 foi sugerido que esse meteorito seja originário da lua marciana Fobos.
É em grande parte composto por condrito carbonato do tipo CR, mas também apresenta fragmentos de outros tipos, como C1, CM1, e C3. Dos aproximadamente 60 minerais encontrados no meteorito, vários não são encontrados em nenhum outro lugar na natureza, como florenskiita, que possui o símbolo químico FeTiP.
A razão pela qual Fobos têm sido sugerido como origem do meteorito é a existência de duas rochas clásticas ricas em alcalinos visíveis no meteorito, cada qual entraram na rocha em tempos diferentes. Tal fato sugere que o corpo do qual o meteorito se originou estaria próximo a uma fonte se rocha rica em alcalino, que é particularmente fruto de diferenciação magmática. Essas características apontam para Marte ou uma de suas luas como origem, sendo Fobos mais provável que Deimos por estar mais próximo de Marte.